# Brangkal (Kepoh Baru)
Brangkal is een bestuurslaag in het regentschap Bojonegoro van de provincie Oost-Java, Indonesië. Brangkal telt 2770 inwoners (volkstelling 2010).